# Église Saint-Jean-Baptiste de Petrovčić
Pour les articles homonymes, voir Église Saint-Jean-Baptiste.
L'église Saint-Jean-Baptiste de Petrovčić (en serbe cyrillique : Црква Светог Јована Претече у Петровчићу ; en serbe latin : Crkva Svetog Jovana Preteče u Petrovčiću) est une église orthodoxe serbe située à Petrovčić, sur le territoire de la ville de Belgrade et dans la municipalité de Surčin en Serbie. Elle est inscrite sur la liste des monuments culturels protégés de la république de Serbie (identifiant no SK 1953) et sur la liste des biens culturels de la ville de Belgrade.

## Présentation

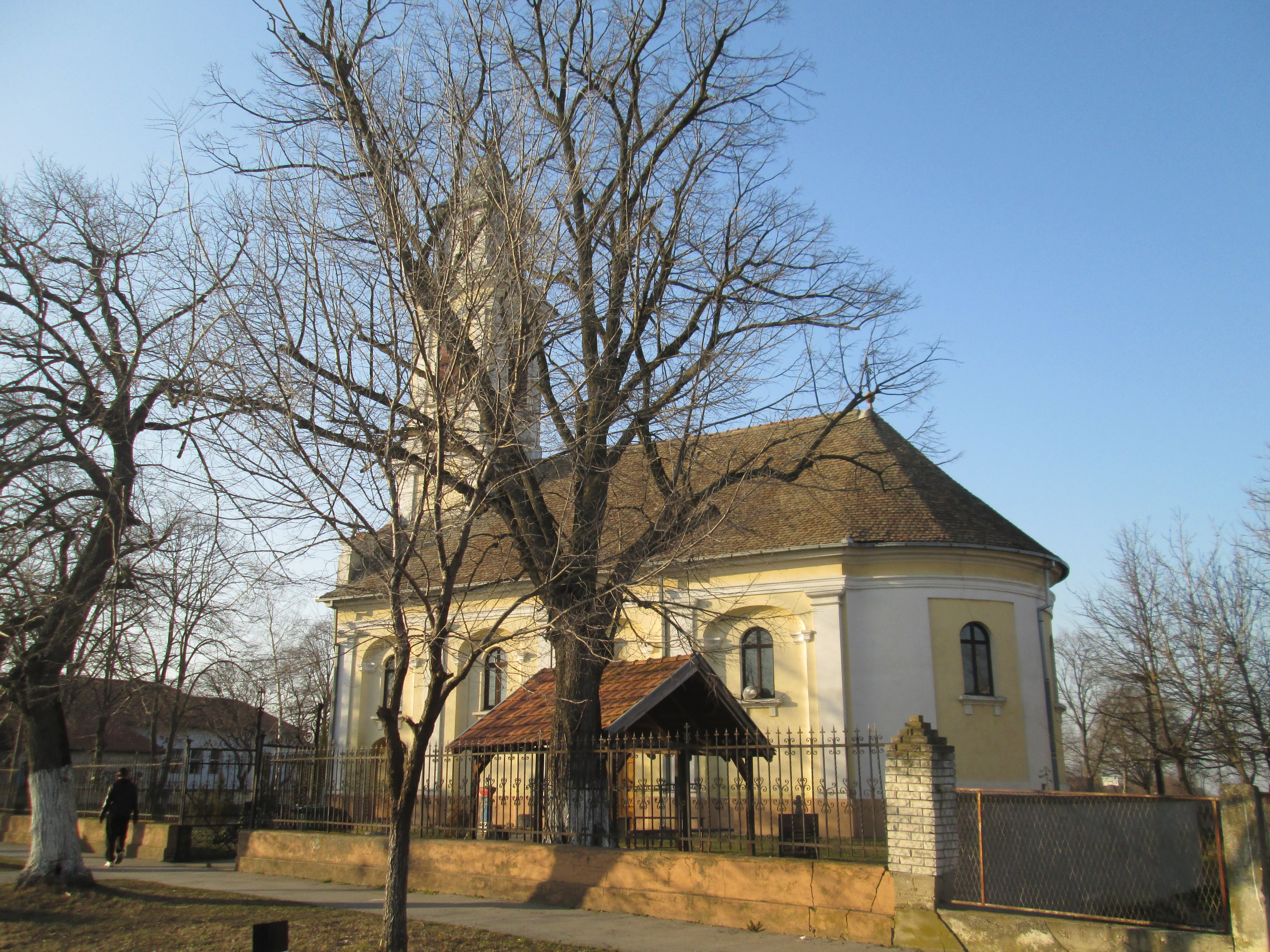
Autre vue de l'église

L'église a été construite en 1845, à l'emplacement d'une église antérieure elle-même bâtie probablement au XIIe siècle ou au début du XIIIe siècle, ce qui en ferait l'une des plus anciennes de Syrmie.
De style néo-baroque, elle est constituée d'une nef unique prolongée par une abside demi-circulaire. À l'ouest, le narthex est surmonté d'un clocher de trois étages. Les influences néo-classiques sont notamment visibles dans la décoration de la façade occidentale, avec des corniches moulurées, qui la rythment horizontalement, et des pilastres avec des chapiteaux encadrant des niches surmontées d'arcs en plein cintre et un petit fronton triangulaire central. Ces caractéristiques rendent l'édifice caractéristique de la transition entre le baroque et le classicisme en Voïvodine.
À l'intérieur, l'iconostase a été réalisée en 1905 par l'atelier de Nikola Ivković, un graveur sur bois de Novi Sad. Les icônes qui la décorent, tout comme les fresques de l'édifice, sont l'œuvre d'un artiste inconnu.